# Rok Urbanc

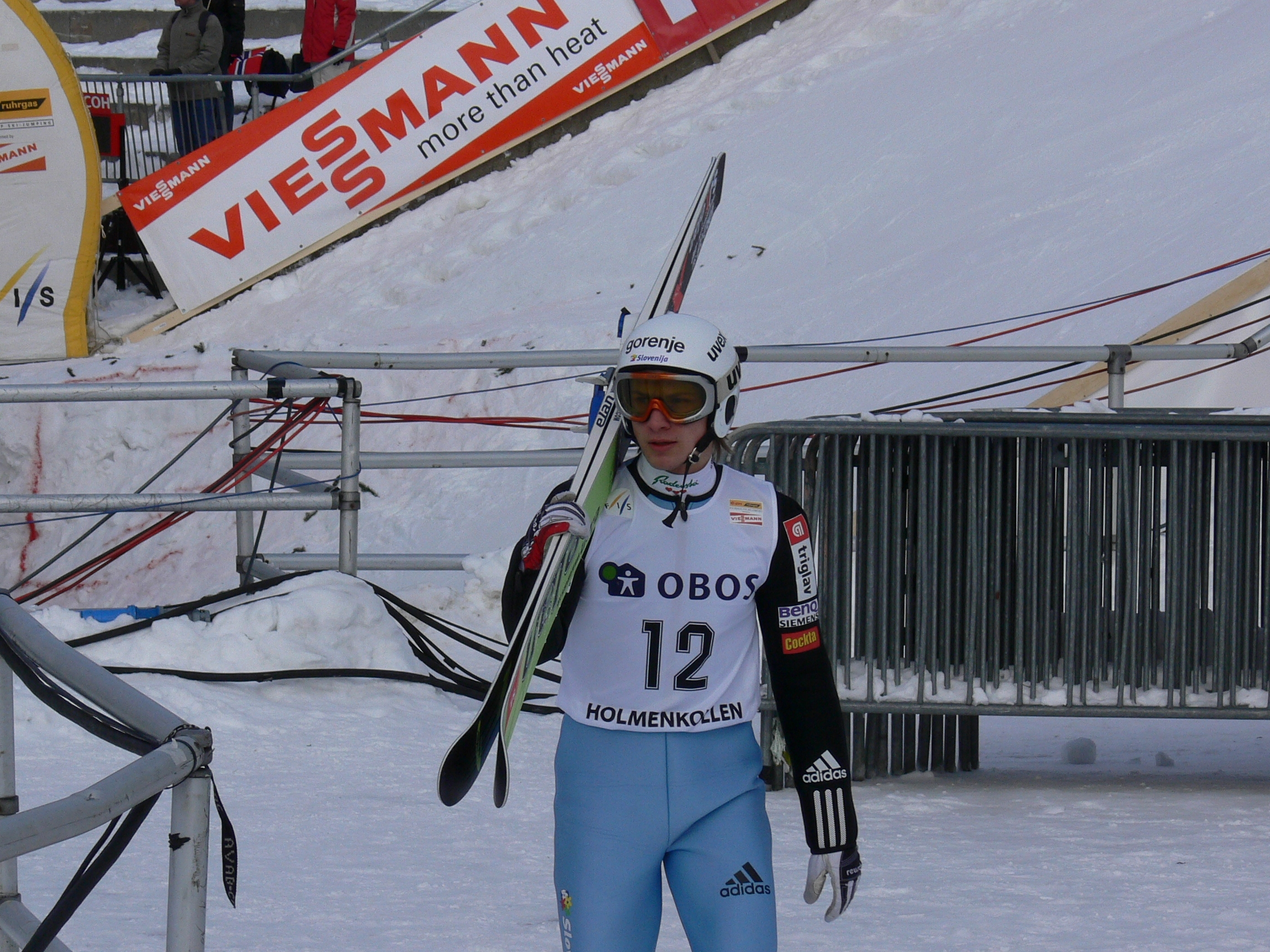
Rok Urbanc i Holmenkollen 2006

Rok Urbanc, född 25 februari 1985 i Jesenice, är en slovensk backhoppare. Han representerar SK Triglav Kranj.

## Karriär
Rok Urbanc tävlade i junior-VM 2002 i Schonach im Schwarzwald i Tyskland. Han blev nummer fyra i tävlingen som vanns av finländaren Janne Happonen. Sedan tävlade Urbanc i kontinentalcupen fram till nästa junior-VM, i Sollefteå i Sverige 2003. Där blev Urbanc nummer fyra i den individuella tävlingen som vanns av Thomas Morgenstern från Österrike. I lagtävlingen blev laget från Slovenien, med Urbanc i laget, nummer två, endast 0,4 poäng efter segrande Österrike och 49,7 poäng före bronsvinnarna från Finland.
I Vinteruniversiaden i Innsbruck 2005 blev Urbanc nummer 6 i den individuella tävlingen. I lagtävlingen vann han tillsammans med sina lagkamrater från Slovenien.
Urbanc debuterade i världscupen i stora Lysgårdsbakken i Lillehammer 11 mars 2005. Han blev nummer 43 i sin första deltävling i  världscupen. Urbanc vann världscuptävlingen i Zakopane i Polen 20 januari 2007. Han vann före Roar Ljøkelsøy från Norge och finländaren Matti Hautamäki. det var enda gången Urbanc kom på prispallen i världscupen. Han tävlade fyra säsongen i världscupen och blev som bäst nummer 36 sammanlagt säsongen 2006/2007. 
Rok Urbanc blev slovensk mästare i lagtävlingen i Kranj 2007. Han vann också lagtävlingen i den nationella mästerskapen 2008, 2010 och 2012, alla arrangerade i Kranj. Dessutom vann Urbanc en silvermedalj individuellt, i normalbacken i Planica 2007 och en silvermedalj i lagtävlingen 2009 i Ljubno.